# Ісмаель Бура
Ісмаель Бура (фр. Ismaël Boura, нар. 14 серпня 2000, Бандреле, Франція) — коморський футболіст, захисник французького клубу «Труа» та національної збірної Коморських Островів.

## Ігрова кар'єра

### Клубна
Ісмаель Бура є вихованцем клубу «Ланс», в основі якого дебютував у Лізі 1 у серпні 2020 роки у матчі проти «Ніцци».
Влітку 2021 року для набору ігрової практики Бура відправився у клубі Ліги 2 «Гавр». Після завршення сезону 2022/23, футболіст підписав контракт з клубом «Труа», який за результатами сезону вибув до Ліги 2. Контракт вступає в дію з липня 2023 року.

### Збірна
25 березня 2023 року у товариському матчі проти команди Анголи Ісмаель Бура дебютував у складі національної збірної Коморських Островів.